# Нижньокаришево
Нижньокари́шево (рос. Нижнекарышево, башк. Түбәнге Ҡарыш) — село у складі Балтачевського району Башкортостану, Росія. Входить до складу Нижньокаришевської сільської ради.
Населення — 387 осіб (2010; 482 у 2002).
Національний склад:
- башкири — 60 %
- татари — 37 %